# I/O interfész
A számítógép központi része és a hozzá csatlakozó I/O egységek közötti adatátvitel céljából biztosítani kell az egyes egységek fizikai és logikai illesztését és a rendszer összehangolt működését. Ezért a számítógép a bemeneti és a kimeneti készülékekhez vezérlő és illesztő - interfész - áramkörökön keresztül csatlakozik.

## Működési elve
Az interfész két funkcionális egység összekapcsolhatóságát és együttműködését biztosító előírások összessége. Ezen előírások kiterjednek többek között - hardver esetén - a fizikai-mechanikai jellemzőkre (pl. csatlakozók), a definiált jelekre, azok elektromos jellemzőire, az egyes funkciókat realizáló jelfrekvenciákra, valamint - szoftvernél is - a definiált műveletek (pl. kapcsolatfelvétel, adatátvitel, szétkapcsolódás) megvalósítására.

## Az interfészrendszer
Az interfész tehát két rendszer, vagy egy rendszer egyes egységei között képzelt felületnek az a része, amelyen keresztül az adatok átvitele az igényelt illesztés biztosításával (kódátalakítás, sebességváltoztatás stb.) történik. Az interfészrendszer: kábelek, csatlakozók, meghajtó- és vevő-áramkörök, jelvezeték-előírások, időzítési és vezérlési egyezmények olyan készlete, amely biztosítja az egyes rendszertechnikai egységek közötti egyértelmű, rendezett és szervezett információcserét.

## A port
A port a számítógépnek olyan interfésze, amely a periferiális eszközökkel tart kapcsolatot. Ez biztosítja a szabványos csatlakozást a CPU és a periferiális egységek között, a rendszersín (külső busz) közbeiktatásával. Az I/O port pufferei a külső buszrendszer adatvezetékeihez csatlakoznak.
Az I/O port nincs állandóan aktív kapcsolatban az adatvezetékekkel, mert általában azokon keresztül bonyolódik le például a CPU és a memóriák közötti adatforgalom is. A CPU az I/O eszközzel való műveletvégzés igényeinek megfelelő időben választja ki csak az I/O portot.

## Az I/O puffer
Amikor a külső I/O eszköz adatot továbbít a számítógépbe, az az I/O puffer tárolja. Az adatátvitel ezután az ábrán látható módon a sínrendszer segítségével valósul meg. 
Az I/O port pufferek éppen úgy címezhetők a sín címvonalaival, mint a memóriarekeszek. Egyszerűen megoldható a címzés, ha kikötjük, hogy ha gépünknek a legnagyobb helyi értékű címvezetéke (A15) logikai 0 értékű, akkor ez memóriamodult, ha logikai 1, akkor pedig I/O port puffert választ ki.
Sok számítógép-rendszerben használnak különálló logikát az I/O portok kiválasztására, e célból két külön vezérlővonal csatlakozik a CPU-hoz Ekkor:
→ az IOSEL vezérlővonal jelszintje jelzi, hogy a címvezetékek az I/O port-puffer-kiválasztó kódot tartalmazzák.
→ az IORW vezérlővonallal az írás (WRITE) és az olvasás (READ) különböztethető meg. Ha az IORW logikai 1, akkor a külső adatbuszon lévő adatot az I/O port puffernek ki kell olvasnia, ha logikai 0, akkor a kiválasztott I/O port puffer tartalma kerül a külső adatbuszra.

## AZ I/O vezérlőjel
Ha a számítógép kimenő jelei a külső I/O eszközök számára parancsokat továbbítanak, akkor ezeket I/O vezérlő jeleknek hívjuk

## Az I/O port kiválasztása
A külső eszköz ugyanakkor a számítógép felé I/O állapotokat (I/O status) jelző adatokat továbbít. Más szóval a számítógép processzorának kimenetei vezérlik a külső eszközt, ez viszont csak az állapotára vonatkozó információkat tudja eljuttatnia processzorhoz. Ez ezeket értelmezi, és így el tudja dönteni, hogy melyik I/O porthoz kapcsolt eszköz van olyan állapotban, hogy az adatátvitelt végre lehet hajtani.

## További irodalom
- Kovács Magda - Knapp Gábor - Ágoston György - Budai Attila: Bevezetés a számítástechnikába. Gábor Dénes Főiskola, Bp., 2001
- Budai Attila: Mikroszámítógép-rendszerek, INOK, 2006
- Cserny László: Mikroszámítógépek. LSI Oktatóközpont